# Совет по опеке ООН
Совет по опеке ООН — это один из главных органов Организации Объединённых Наций, который был создан для наблюдения за управлением подопечными территориями, подпадающими под систему международной опеки.
Совет по Опеке приостановил свою работу 1 ноября 1994 года после того, как все 11 территорий под опекой получили независимость, последняя из них — Палау — 1 октября 1994 года.
После этого Кофи Аннан предложил данному органу ООН стать форумом коллективной опеки за окружающей средой.
Совет по Опеке был создан для обеспечения международного наблюдения за 11 подопечными территориями, находившимися под управлением семи государств-членов, а также для обеспечения того, чтобы их правительства предпринимали необходимые усилия для подготовки этих территорий к самоуправлению или независимости. К 1994 году все подопечные территории перешли к самоуправлению или стали независимыми либо в качестве самостоятельных государств, либо присоединившись к соседним независимым государствам. Последней перешла к самоуправлению подопечная территория Тихоокеанские острова (Палау), находившаяся под управлением Соединенных Штатов и ставшая 185-м государством — членом ООН.
Поскольку работа Совета по Опеке завершена, в его состав в настоящее время входят пять постоянных членов Совета Безопасности. В его правила процедуры были внесены соответствующие изменения, с тем чтобы он мог проводить свои заседания лишь в тех случаях, когда того могут потребовать обстоятельства.

## Статус
Совет по опеке приостановил свою работу 1 ноября 1994 года после того, как последняя оставшаяся подопечная территория Организации Объединенных Наций, Палау, обрела 1 октября 1994 года независимость. Посредством резолюции, принятой 25 мая 1994 года, Совет внес в свои правила процедуры поправки, предусматривающие отмену обязательства о проведении ежегодных заседаний, и согласился собираться по мере необходимости по своему решению или решению своего Председателя, или по просьбе большинства своих членов или Генеральной Ассамблеи, или Совета Безопасности.

## Справочная информация
При создании международной системы опеки Уставом был учрежден Совет по опеке в качестве одного из главных органов Организации Объединенных Наций, на который была возложена задача по наблюдению за управлением подопечными территориями, подпадающими под систему опеки. Главные цели системы заключались в содействии улучшению положения населения подопечных территорий и их прогрессивному развитию в направлении к самоуправлению или независимости. Совет по Опеке состоит из пяти постоянных членов Совета Безопасности — Китая, Российской Федерации, Соединенного Королевства, Соединенных Штатов и Франции.
Цели системы опеки были достигнуты, когда все подопечные территории достигли самоуправления или независимости либо в качестве самостоятельных государств, либо посредством объединения с соседними независимыми странами.

## Функции и полномочия
В соответствии со статьёй 87 Устава ООН:
Генеральная Ассамблея и находящийся под ее руководством Совет по Опеке при выполнении своих функций уполномочиваются:
1. Рассматривать отчеты, представляемые управляющей властью;
2. Принимать петиции и рассматривать их, консультируясь с управляющей властью;
3. Устраивать периодические посещения соответствующих территорий под опекой в согласованные с управляющей властью сроки; и
4. Предпринимать упомянутые и другие действия в соответствии с условиями соглашений об опеке.

## Подопечные территории
В систему опеки были включены 11 территорий:
| №                                                         | Подопечные территории                             |
| под управлением Франции                                   |                                                   |
| 1                                                         | часть территории Камеруна и часть территории Того |
| под управлением Великобритании                            |                                                   |
| 2                                                         | часть территории Камеруна и часть территории Того |
| 3                                                         | Танганьика                                        |
| под управлением Бельгии                                   |                                                   |
| 4                                                         | Руанда-Урунди                                     |
| под управлением Италии                                    |                                                   |
| 5                                                         | Сомали                                            |
| под управлением Австралии                                 |                                                   |
| 6                                                         | Новая Гвинея                                      |
| под управлением США                                       |                                                   |
| 7                                                         | Западное Самоа                                    |
|                                                           | острова Микронезии:                               |
| 8                                                         | Каролинские острова                               |
| 9                                                         | Марианские острова                                |
| 10                                                        | Маршалловы острова                                |
| под управлением Великобритании, Австралии, Новой Зеландии |                                                   |
| 11                                                        | Науру                                             |